# Superliga 2004-2005 (Slovacchia)
L'edizione 2004-05 della Corgoň Liga vide la vittoria finale dell'Artmedia Petržalka.
Capocannoniere del torneo fu Filip Šebo (Artmedia Bratislava), con 22 reti.

## Classifica finale
|     | Classifica         | G  | V  | N  | P  | GF | GS | DR  | Pt |
| --- | ------------------ | -- | -- | -- | -- | -- | -- | --- | -- |
| 1.  | Artmedia Petržalka | 36 | 20 | 12 | 4  | 64 | 28 | 36  | 72 |
| 2.  | Žilina             | 36 | 19 | 8  | 9  | 73 | 34 | 39  | 65 |
| 3.  | Dukla B.B.         | 36 | 13 | 13 | 10 | 45 | 38 | 7   | 52 |
| 4.  | Dubnica            | 36 | 13 | 12 | 11 | 42 | 43 | -1  | 51 |
| 5.  | Spartak Trnava     | 36 | 12 | 10 | 14 | 39 | 37 | 2   | 46 |
| 6.  | Púchov             | 36 | 12 | 10 | 14 | 31 | 43 | -12 | 46 |
| 7.  | Ružomberok         | 36 | 11 | 10 | 15 | 50 | 57 | -7  | 43 |
| 8.  | AS Trenčín         | 36 | 12 | 7  | 17 | 36 | 50 | -14 | 43 |
| 9.  | Inter Bratislava   | 36 | 9  | 11 | 16 | 27 | 37 | -23 | 38 |
| 10. | Rimavská Sobota    | 36 | 7  | 11 | 18 | 30 | 57 | -27 | 32 |

### Verdetti
- Artmedia Bratislava Campione di Slovacchia 2004-05.
- Rimavská Sobota retrocesso in II. liga.

## Statistiche e record

### Classifica marcatori
| Gol |  |  | Giocatore        | Squadra            |
| --- |  |  | ---------------- | ------------------ |
| 22  |  |  | Filip Šebo       | Artmedia Petržalka |
| 18  |  |  | Ivan Bartoš      | Žilina             |
| 14  |  |  | Martin Jakubko   | Dukla B.B.         |
| 13  |  |  | Stanislav Šesták | Žilina             |
| 12  |  |  | Juraj Halenár    | Inter Bratislava   |
| 12  |  |  | Róbert Semeník   | Dukla B.B.         |
| 11  |  |  | Roland Števko    | Ružomberok         |
| 10  |  |  | Branislav Fodrek | Artmedia Petržalka |
| 9   |  |  | Marek Bakoš      | Púchov             |
| 9   |  |  | Marián Čišovský  | Žilina             |
| 9   |  |  | Ivan Lietava     | AS Trenčín         |
| 9   |  |  | Pavol Masaryk    | Spartak Trnava     |
| 9   |  |  | Martin Mikulič   | Artmedia Petržalka |
| 9   |  |  | Pavol Straka     | Dubnica            |

### Capoliste solitarie
- Dalla 5ª alla 6ª giornata:  Dubnica
- 7ª giornata:  Artmedia Petržalka
- Dalla 9ª alla 10ª giornata:  Dubnica
- 11ª giornata:  Ružomberok
- Dalla 12ª giornata alla 15ª giornata:  Dubnica
- 16ª giornata:  Žilina
- 17ª giornata:  Dubnica
- Dalla 18ª giornata alla 30ª giornata:  Artmedia Petržalka
- Dalla 17ª giornata alla 27ª giornata:  Dubnica
- Dalla 18ª giornata alla 36ª giornata:  Artmedia Petržalka

### Record
- Maggior numero di vittorie:  Artmedia Petržalka (20)
- Minor numero di sconfitte:  Artmedia Petržalka (4)
- Migliore attacco:  Žilina (73 gol fatti)
- Miglior difesa:  Artmedia Petržalka (28 gol subiti)
- Miglior differenza reti:  Žilina (+39)
- Maggior numero di pareggi:  Dukla B.B. (13)
- Minor numero di pareggi:  AS Trenčín (7)
- Minor numero di vittorie:  Rimavská Sobota (7)
- Maggior numero di sconfitte:  Rimavská Sobota (18)
- Peggiore attacco:  Inter Bratislava (27 gol fatti)
- Peggior difesa:  Ružomberok e  Rimavská Sobota (57 gol subiti)
- Peggior differenza reti:  Rimavská Sobota (-27)